# Uli Boettcher

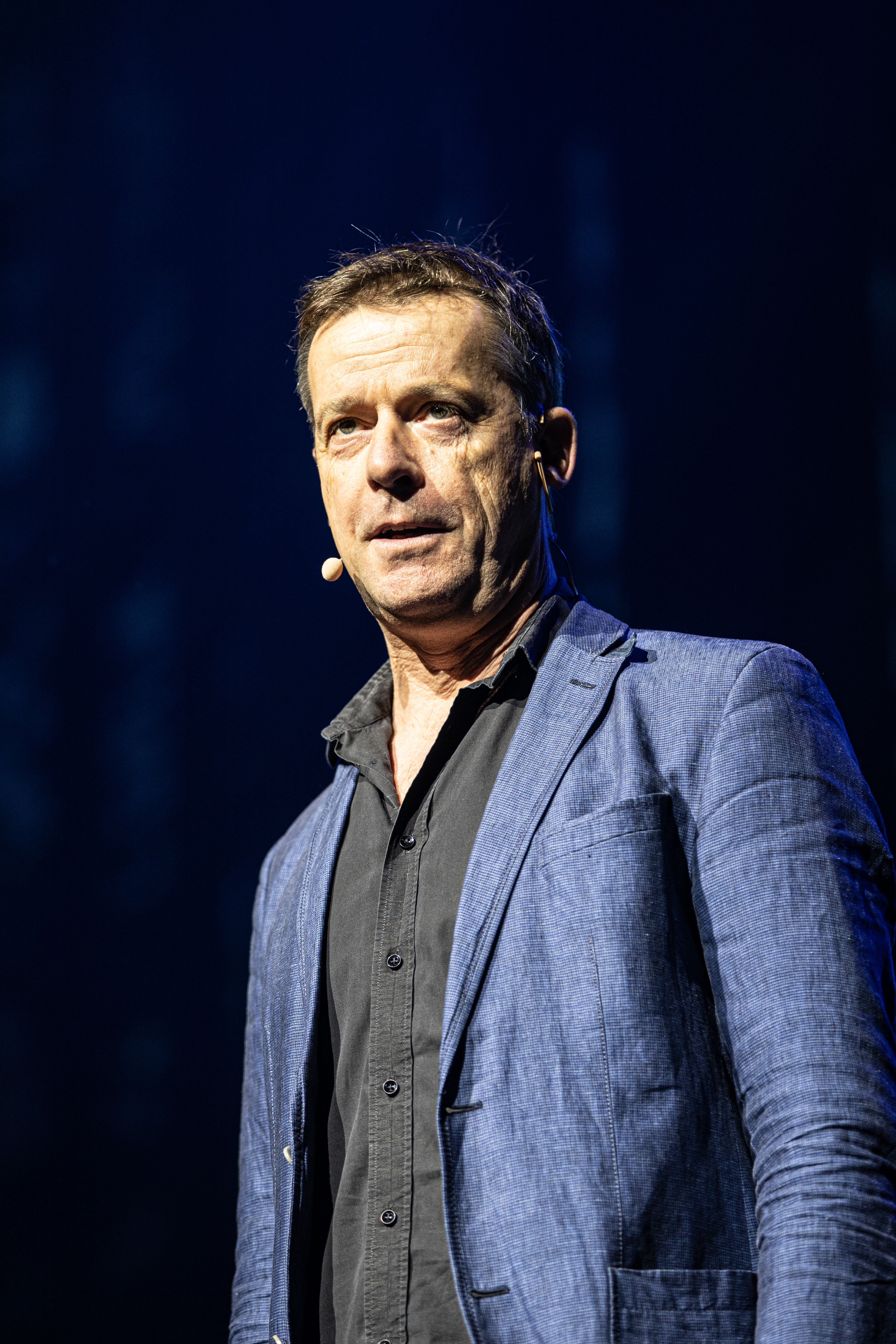
Uli Boettcher bei der Kulturbörse Freiburg 2020

Uli Boettcher (* 16. Oktober 1966 in Weingarten, Württemberg) ist ein deutscher Schauspieler und Kabarettist.

## Leben
Böttcher besuchte das Spohn-Gymnasium Ravensburg bis zur Mittleren Reife 1982 und absolvierte 1983 bis 1986 eine Malerlehre. Danach war er als Comiczeichner, im Straßentheater und in freien Theatergruppen tätig. 1991 spielte er im Ulmer Kulturzentrum Roxy in Ingrid Lausunds erstem Stück Krähenoper, danach am Theater Ravensburg das absurde Theaterstück Two People. Ab 1992 gehörte er zum neuen festen Ensemble des Theaters Ravensburg (das bereits seit 1987 als freie Theatergruppe bestand) mit fester Spielstätte in Ravensburg. Am Theater Ravensburg war Boettcher bis 2009 in den für das Ensemble typischen, selbst geschriebenen und selbst produzierten Theaterstücken zu sehen. Er führte dort auch mehrmals Regie und spielte dort häufig seine Soloprogramme, mit denen er auch in Deutschland, Österreich und der Schweiz auf Tour geht. Sein erfolgreichstes Soloprogramm Romeo und Julia um Shakespeares Drama, das einen großen Anteil Improvisation enthielt, spielte er von 1991 bis 2011.
1993 bis 1994 spielte Boettcher am Schauspielhaus Düsseldorf. Bei den Klosterfestspielen Weingarten spielte Boettcher ab 2000 Rollen in Klassikern von Shakespeare, Lessing, Schiller und Hofmannsthal. 2003 war er Mitbegründer des Improvisationstheaters Improshnikov, das regelmäßig im Kulturzentrum Linse in Weingarten auftritt.
Im März 2011 eröffnete Böttcher in einer umgebauten Scheune im Baienfurter Ortsteil Hof die Kleinkunstbühne Hoftheater.

## Bühnenprogramme
- Romeo und Julia – eine solistische Komödie frei hinter Shakespeare, Soloprogramm, 1991–2011 und 2016
- Der Widerspenstigen Zähmung, Soloprogramm; Regie und Buch: Brian Lausund
- Wir können Alles, mit Brian Lausund, Buch: Brian Lausund und Uli Boettcher; Regie: Ingrid Lausund
- Die Auswanderer, mit Brian Lausund, Buch: Brian Lausund und Uli Boettcher
- Der unsichtbare Hund, mit Bernd Kohlhepp, Buch: Bernd Kohlhepp und Uli Boettcher, 2000
- Winnetou IV – Prärie Comedy, mit Bernd Kohlhepp, Buch: Bernd Kohlhepp und Uli Boettcher, 2007[3]
- Tonspurpiraten, mit Bernd Kohlhepp, Buch: Bernd Kohlhepp und Uli Boettcher, 2009
- Ü40 – die Party ist zu Ende, Soloprogramm, 2008
- Keine Ahnung!, Soloprogramm, 2012
- Grillen, mit Brian Lausund
- Hoppala – das Dinnerspektakel, mit Markus Zink und Thomas Vité
- Ü50 – Silberrücken im Nebel, Soloprogramm, 2017
- Denn sie wissen (noch) nicht, was sie tun, mit Bernd Kohlhepp

## Filmografie (Auswahl)
- 2005: Tatort – Ohne Beweise
- 2012: Tatort – Schmuggler

## Auszeichnungen
- 2005: Publikumspreis Wandertheaterfestival Radebeul
- 2013: Kleinkunstpreis Baden-Württemberg[4]
- 2015: Kulturpreis der Städte Ravensburg und Weingarten